# Bảo tàng Dân gian của Gia đình Brzozowski ở Sromów

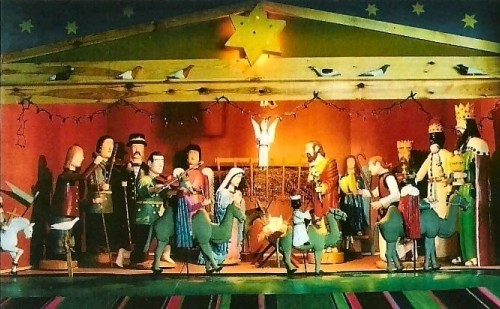
Cảnh Chúa Giáng sinh ở Bethlehem

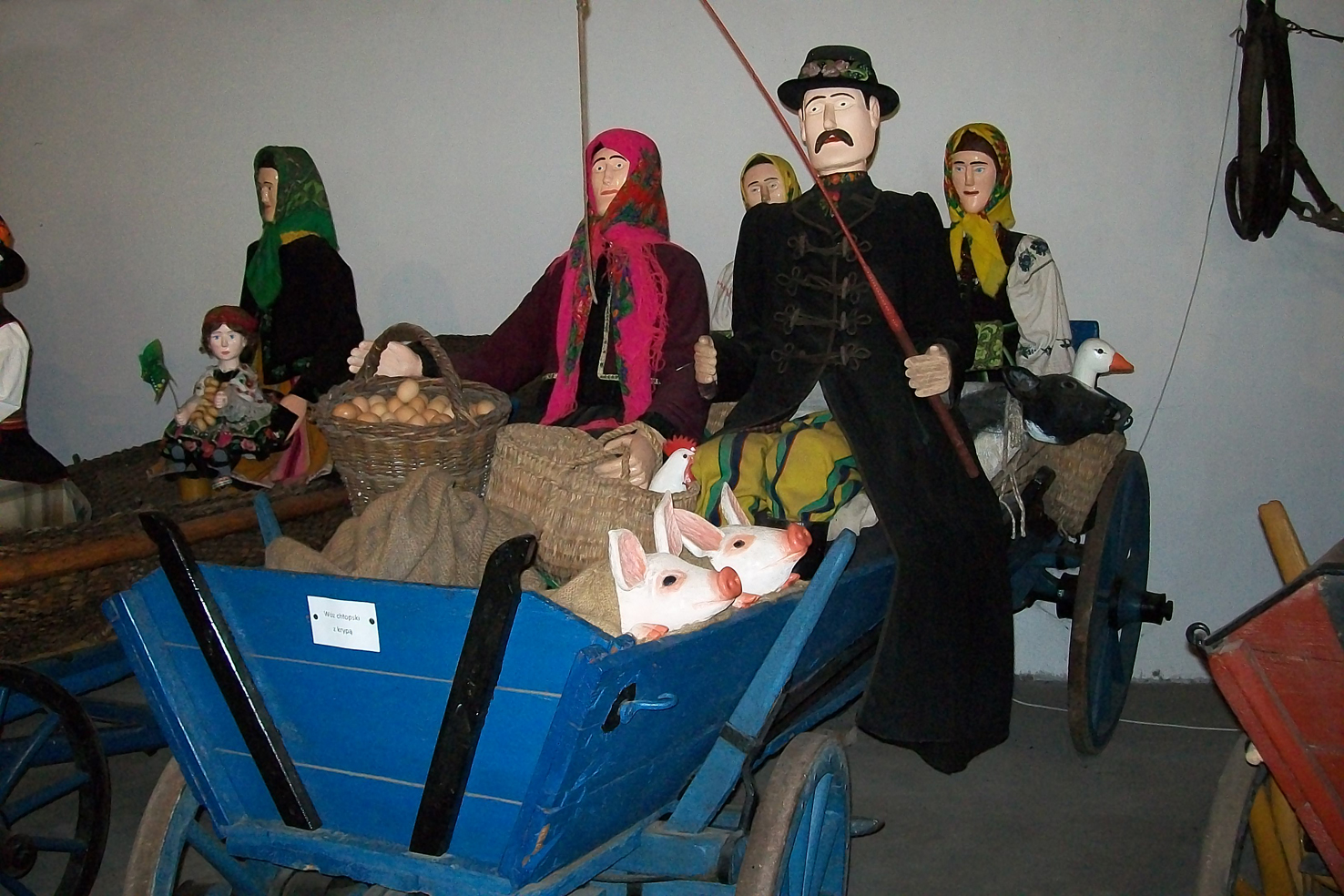
Triển lãm trong Bảo tàng

Bảo tàng Dân gian của Gia đình Brzozowski ở Sromów (tiếng Ba Lan: Muzeum) là một bảo tàng tọa lạc tại xã Nam Kocierzew, huyện Łowicz, tỉnh Łódzkie, Ba Lan. Bảo tàng được Julian Brzozowski thành lập. Ông là một nhà điêu khắc dân gian, tác giả của hàng trăm nhân vật dân gian bằng gỗ về các chủ đề lịch sử và tôn giáo. Tất cả các triển lãm trong Bảo tàng đều được xây dựng bằng kinh phí tư nhân và là tài sản của gia đình Brzozowski.

## Lược sử hình thành
Các vật triển lãm đầu tiên được tạo ra vào thập niên 1950. Trong những năm đầu, phòng khách và nhà để xe là nơi đặt các vật triển lãm. Hiện tại, toàn bộ vật triển lãm được đặt trong Bảo tàng Dân gian của Gia đình Brzozowski ở Sromów và được trưng bày trong 4 gian - gian đầu tiên chính thức mở cửa đón công chúng vào năm 1972.

## Triển lãm
Bộ sưu tập của Bảo tàng Dân gian của Gia đình Brzozowski ở Sromów minh họa cuộc sống của các ngôi làng cổ và hiện đại, hiện đang bao gồm các triển lãm sau:
- Gian thứ nhất trưng bày hơn 400 tác phẩm điêu khắc bằng gỗ theo một số chủ đề, chẳng hạn như: Cảnh Chúa Giáng sinh hay Đám cưới Łowicz. Hầu hết các hình có thể di chuyển được nhờ vào các cơ chế do Julian Brzozowski phát minh và tạo ra.
- Gian thứ hai giới thiệu các trang phục dân gian, tủ cũ, tranh, một sân khấu chuyển động có tên "Four Seasons", và các thứ khác.
- Trong gian thứ ba và thứ tư có một bộ sưu tập 35 xe ngựa có nguồn gốc từ các vùng lân cận của Łowicz, và nhiều thứ khác.